# Arrowsic
Arrowsic est une ville insulaire du comté de Sagadahoc sur le littoral du centre de l'État du Maine dans  aux USA. Sa population s’élevait à 501 habitants en 2014.